# Pied de micro

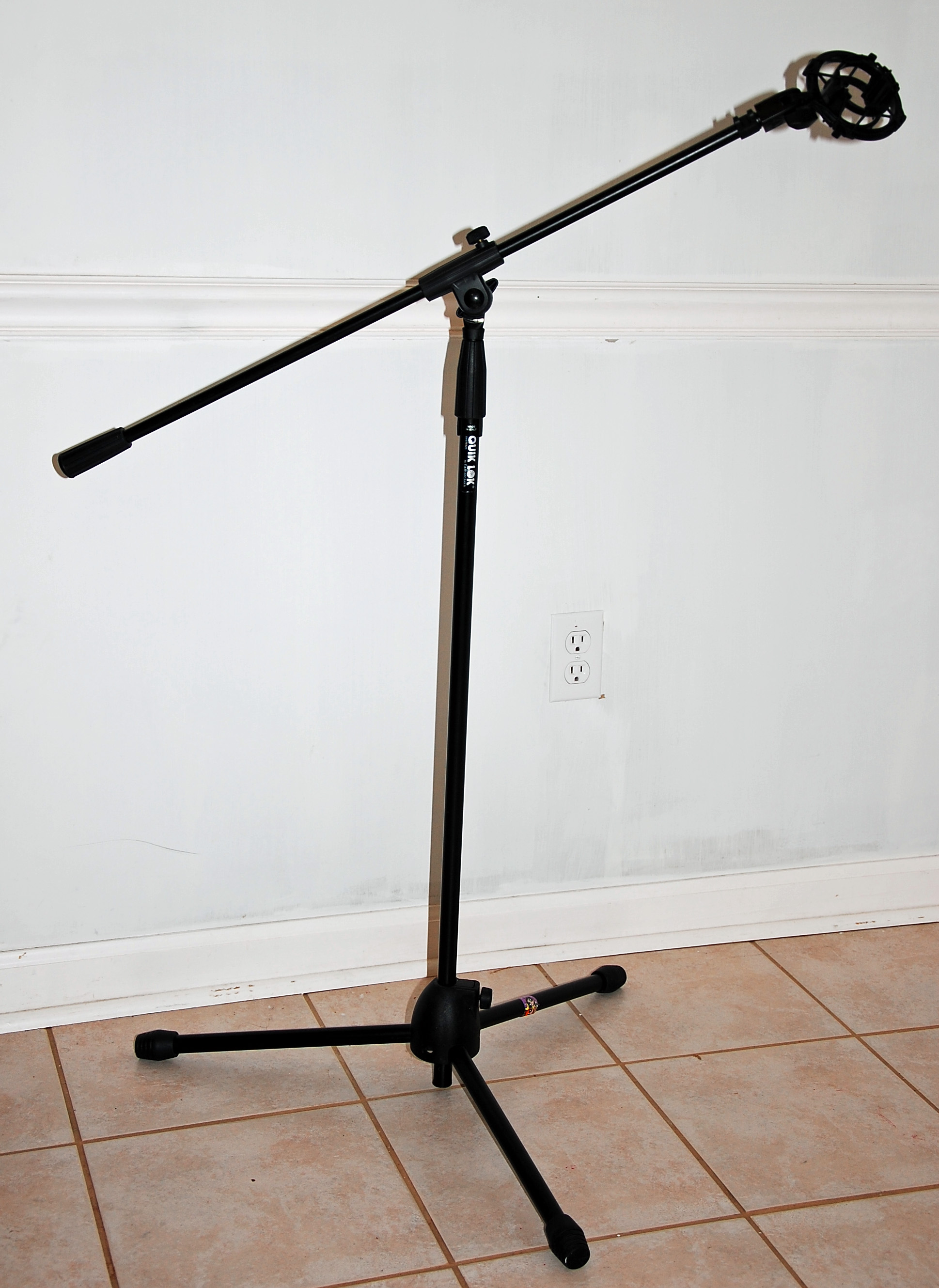
Pied de micro tripode

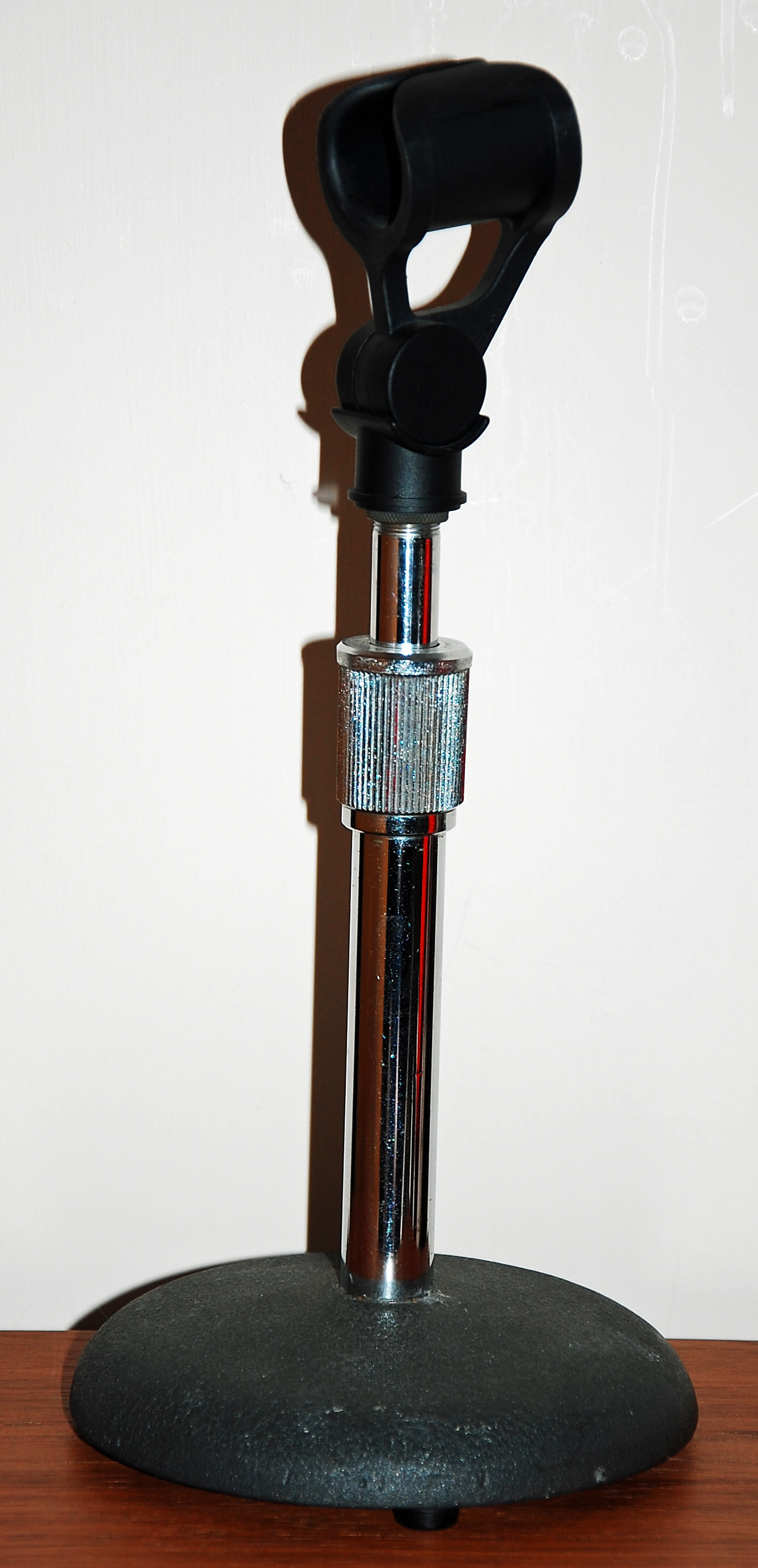
Pied de micro de table

Un pied de micro est un accessoire très important en technique de prise de son, qui a pour but de placer le ou les microphones à l'endroit idéal par rapport à la source sonore.
Il est composé d'un support (socle ou trépied) qui doit être stable, d'une perche réglable la plupart du temps, et d'un système de fixation du ou des micros (couple dans le cas de prise de son stéréo).

## Différents types
- Pied de micro de table (utilisé en radio) ou principalement lors de conférences (de presse). Ce pied a généralement un poids rond et lourd comme base afin de retenir le microphone pour éviter qu'il tombe.
- Pied de micro de sol (utilisé en studio d'enregistrement ou sur scène). Ce pied a généralement une base avec un poids rond et lourd ou 3 tubes en métal qui allient légèreté, stabilité et solidité.
- Pied de micro girafe (prise de son en concert classique).
- Pied de micro perche (utilisé en reportage TV ou au cinéma). Cette perche n'est pas conçue pour tenir sur le sol, elle n'a pas de base et doit être retenue avec les mains.

## Systèmes de fixation
Les micros sont fixés par un système situé à l'extrémité de la perche. Les fixations peuvent être de différents types :
- ⅝″ 27 tpi UNS : norme aux USA et dans le reste du monde
- ⅜″ 16 tpi BSW (peu fréquent aux USA, utilisé dans le reste du monde)
- ¼″ 20 tpi BSW (peu fréquent aux USA, utilisé dans le reste du monde notamment pour le matériel photo)

On utilise couramment le terme anglophone holder à micro pour désigner le système qui retient le microphone sur son pied. Ces supports de micros peuvent être de forme et de taille différentes.
- Le traditionnel qui supporte la plupart des microphones qui ont une forme ronde ou ovale par exemple des SM58. Ils peuvent être en caoutchouc ou en plastique. Ceux de caoutchouc serrent le micro fermement pour éviter qu'il tombe. Ainsi le microphone peut être suspendu dans les airs la capsule du microphone pointée vers le bas. Il y a aussi ceux de plastique qui offre un support peu serré aux microphones. Ce sont les plus utilisés sur la scène internationale dû à la facilité avec laquelle l'on peut décrocher le microphone de celui-ci.
- Le support à clip. Il s'agit d'une pince de plastique qui serre le microphone.
- Kit de drums. Certains fabricants conçoivent des petits microphones utilisés pour les toms, le floor, ainsi que le snare d'une batterie. Ces pieds peuvent visser le microphone puis il suffit de visser ou d'accrocher la pince de l'autre extrémité (le support) après les rebords de l'instrument.
- Support de microphone condensateur. Certains supports sont fabriqués pour retenir des microphones de forte taille et de gros poids. Ces microphones sont généralement utilisés en studio. Ce sont des microphones à condensateur et ils sont donc extrêmement sensibles aux vibrations ambiantes. Ce type de support comprend un trou où l'on insère le micro puis une roulette doit être tournée afin de serrer ou de visser le microphone à son support. Ces supports contiennent une architecture complexe composée de fibres élastiques qui supportent le microphone afin d'atténuer les vibrations qui peuvent atteindre le microphone par le pied et ainsi faire vibrer le microphone altérant ainsi la façon dont celui-ci opère et capte les sons.

## Galerie

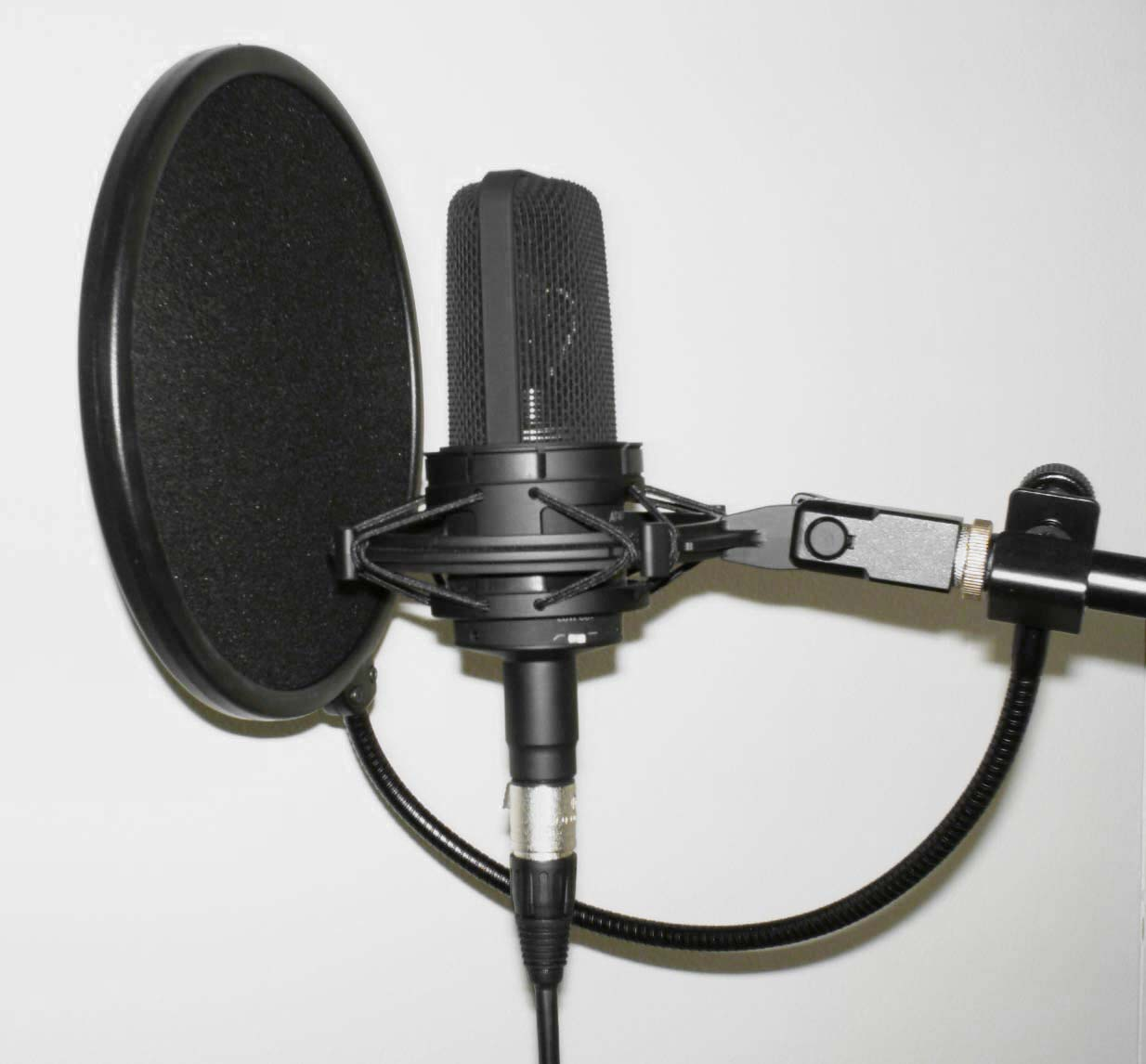
Support de micro électrostatique muni d'un filtre "antipop" : une "araignée" élastique réduit les vibrations transmises au micro
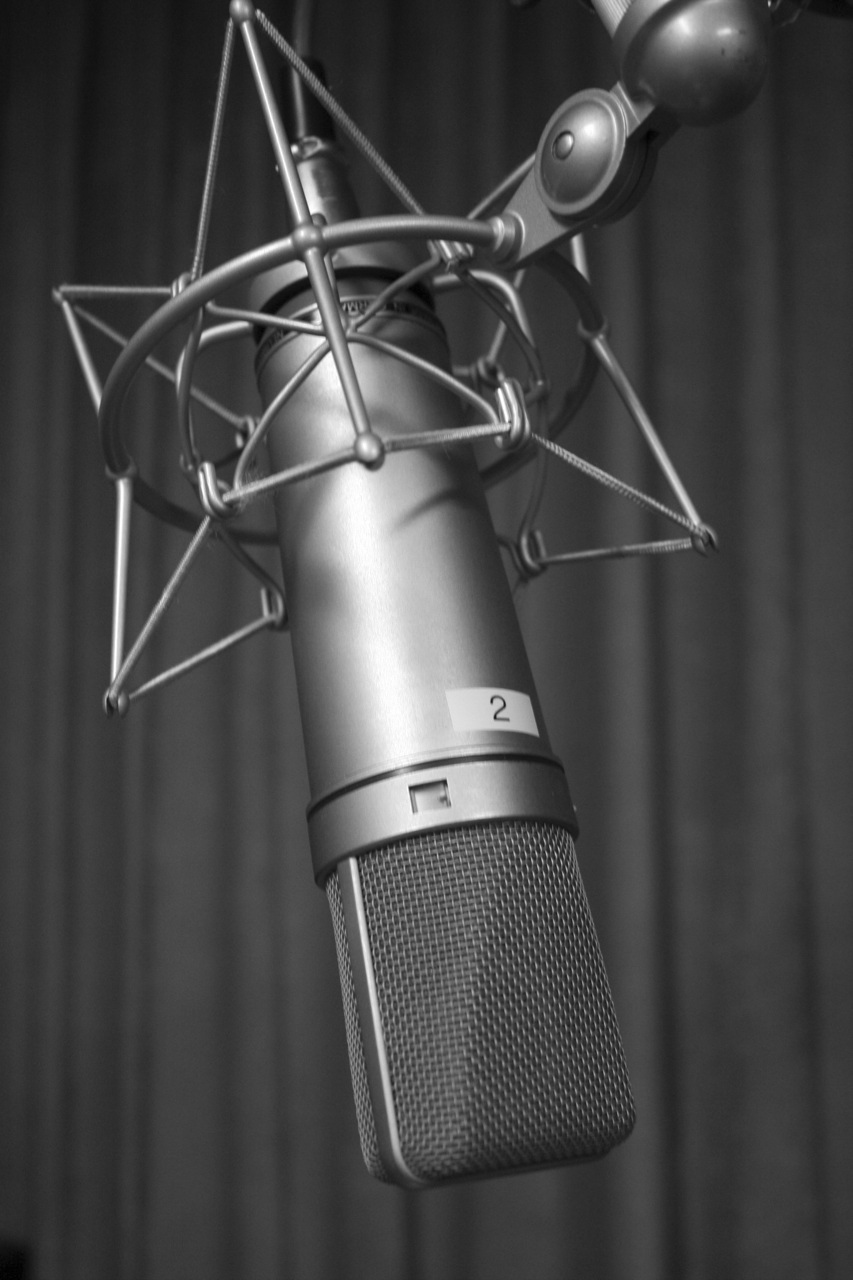
Support de micro Neumann : la capsule du microphone peut être mise à l'envers sans risque de chute.

## Référence
- (en) Cet article est partiellement ou en totalité issu de l’article de Wikipédia en anglais intitulé « Microphone stand » (voir la liste des auteurs).